# Don't Look Back (水晶男孩單曲)
《DON'T LOOK BACK》（中文：不要回頭看）是韓國男子音樂組合水晶男孩第三張單曲，由YG娛樂製作、YG PLUS發行，於2021年2月5日韓國時間下午6時通過各大數碼音樂網站公開線上音源。此單曲為水晶男孩自2020年1月28日發行首張迷你專輯《ALL FOR YOU》後，時隔一年推出的新作品，亦是製作人柳喜烈睽違七年創作的歌曲。

## 背景
2020年5月9日至5月11日，水晶男孩四名成員一同拍攝綜藝節目《三時四餐》，超高速地完成三日兩夜的合宿。在合宿的最後一天，音樂人柳喜烈以嘉賓身份參與此節目在Youtube頻道「Channel十五夜」的「前院直播」，為水晶男孩的組曲表演伴奏及和音。期間他定下公約：如果其成立的音樂公司Antenna Music的YouTube頻道訂閱人數超過15萬，他便會為水晶男孩製作一首抒情曲。而在7月24日上傳至「Channel十五夜」頻道的花絮片段中，羅䁐錫導演致電柳喜烈時提及Antenna Music的YouTube頻道訂閱人數已突破15萬，柳喜烈亦再度回應指他會為水晶男孩製作新曲，並已定好歌名為《DON'T LOOK BACK（뒤돌아보지 말아요）》。
2020年12月26日晚上，羅䁐錫導演在「Channel十五夜」頻道舉行直播節目《歡樂的Home Party〜帶給大家歡樂的Radio》，期間透露柳喜烈已製作新曲並與水晶男孩一起進行錄音，而新曲製作的相關過程將透過「Channel十五夜」頻道播出。2021年1月11日，節目組於Channel十五夜的Instagram帳戶發表帖文，預告新曲同名節目《不要回頭看》將於1月22日首播。節目首播當天，節目組於Instagram帳戶「15ya.baby」上載預告海報，宣佈新曲將於2月5日下午6時發行。

## 宣傳與發行
2021年1月22日，記錄製作《DON'T LOOK BACK》過程的綜藝節目《不要回頭看》於tvN電視頻道及「Channel十五夜」YouTube頻道首播。同日，節目組於Instagram帳戶「15ya.baby」上載預告海報，宣佈新曲《DON'T LOOK BACK》將於2月5日下午6時發行。
1月26日至1月31日，《不要回頭看》節目組於Instagram帳戶「15ya.baby」每天上載一張水晶男孩成員個人或團體動態預告照片，並於1月29日經「Channel十五夜」YouTube頻道公開《DON'T LOOK BACK》的音樂錄影帶預告短片。1月30日至2月5日，節目組於Instagram帳戶「15ya.baby」每天上載一張新曲發行倒數海報。
除了透過社交媒體宣傳外，由於水晶男孩成員李宰鎮提出希望在超級市場內聽到新曲的想法，因此《不要回頭看》節目組嘗試接洽大型連鎖超市E-mart，結果促成在單曲發行前夕（2月4日）於韓國國內所有E-mart分店以閉店音樂形式提前公開歌曲，成為韓國第一首於大型超市內首播的流行曲，而閉店音樂活動會維持至二月底。另外，韓國第一座主題樂園首爾樂園亦主動聯繫《不要回頭看》節目組，表示同樣希望參與閉園音樂宣傳活動，因此《DON'T LOOK BACK》於2月5日歌曲發行當天晩上7時被採用為首爾樂園的閉園音樂。
2月4日，YG娛樂與《不要回頭看》節目組宣佈將以抽獎形式向40名刷榜活動參加者送出《DON'T LOOK BACK》的「手工限量唱片」，不設實體專輯公開發售。2月5日下午6時，單曲《DON'T LOOK BACK》通過各大數碼音樂網站公開線上音源，音樂錄影帶則於同日晚上約11時在「Channel十五夜」YouTube頻道公開。

### 宣傳短片
| 發佈日期      | 類型           | 官方影片                                                                       |
| 2021年1月29日 | 音樂錄影帶預告 | 💛［Teaser］뒤돌아보지 말아요 Don’t Look Back MV Teaser （页面存档备份，存于） |

## 商業成績
《DON'T LOOK BACK》於2021年2月5日下午6時通過各大數碼音樂網站公開，隨即登上韓國主要音樂排行榜Bugs、Genie、VIBE等實時音源排行榜前幾名，同日晚上更登上Genie及VIBE實時音源排行榜榜首，之後一星期亦一直停留在榜單前列。在2021年第6週（1月31日至2月6日），《DON'T LOOK BACK》僅以累計發表兩天的成績奪得Gaon Chart數位下載榜週榜冠軍。2月18日，《DON'T LOOK BACK》再度奪得Gaon Chart數位下載榜週榜（2月7日至2月13日）冠軍。

## 曲目
| 曲序     | 曲目                                 |                | 作曲     | 编曲                   | 时长 |
| -------- | ------------------------------------ | -------------- | -------- | ---------------------- | ---- |
| 1.       | 뒤돌아보지 말아요（DON'T LOOK BACK） | 柳喜烈、金伊娜 | 柳喜烈   | 任憲日（Mate）、柳喜烈 | 4:09 |
| 总时长： | 总时长：                             | 总时长：       | 总时长： | 总时长：               | 4:09 |

## 製作名單
製作名單摘自數碼音樂網站MelOn。
- 柳喜烈：作曲、作詞、編曲
- 金伊娜：作詞
- 任憲日（朝鲜语：임헌일）（Mate（朝鲜语：메이트 (음악 그룹)））：編曲、電結他、合成器、MIDI
- 朴銀燦（박은찬）：爵士鼓
- 李秀亨（이수형）：低音電結他
- 田振熙（朝鲜语：전진희）：鋼琴
- 宋成慶（송성경）：合成器
- iHwak：和音
- 南正宇（남정우）：錄音、混音
- Jason Robert（THELAB, LOS ANGELES）：混音
- Chris Gehringer（STERLING SOUND, NYC）：母帶處理

## 發行歷史
| 發行地區 | 發行日期     | 發行形式     | 製作公司 | 發行公司 |
| 全球     | 2021年2月5日 | 數位音樂下載 | YG娛樂   | YG PLUS  |

## 音樂錄影帶
《DON'T LOOK BACK》的音樂錄影帶由曾執導tvN人氣電視劇《請回答》系列及《機智》系列的申元浩導演拍攝，描述主角在戀人離世後希望藉投入工作來麻醉自己，但總是偶然憶起逝去戀人的悲痛。申元浩導演除了借出電視劇《機智醫生生活》的醫院場景拍攝外，亦邀請在《機智醫生生活》飾演「張冬天」的演員申鉉彬擔任本音樂錄影帶的女主角。2021年2月7日下午4時，在音樂錄影帶公開一天半後，觀看次數突破100萬次；截至2月20日，音樂錄影帶的觀看次數已突破300萬次。
| 首播日期     | 歌曲名稱                                         | 官方影片               |
| 2021年2月5日 | 뒤돌아보지 말아요（DON'T LOOK BACK）/ 不要回頭看 | （页面存档备份，存于） |

## 榜單成績

### 音源榜單排名
| 地區 | 榜單                                                          | 〈DON'T LOOK BACK〉最高位置 | 〈DON'T LOOK BACK〉最高位置 | 〈DON'T LOOK BACK〉最高位置 | 〈DON'T LOOK BACK〉最高位置 | 參考資料 |
| 地區 | 榜單                                                          | 實時榜                      | 日榜                        | 週榜                        | 月榜                        | 參考資料 |
| | MelOn                                                         | 26                          | 104                         | /                           | /                           | [ 18 ]   |
| Genie | 1                                                             | 2                           | 2                           | 2                           | [ 19 ]                      |          |
| Bugs | 2                                                             | 7                           | 52                          |                             | [ 20 ]                      |          |
| FLO | /                                                             |                             |                             |                             |                             |          |
| VIBE | 1                                                             | 41                          |                             |                             | [ 21 ]                      |          |
| 臺灣 | KKBOX                                                         | /                           | 19                          | 28                          |                             | [ 22 ]   |
| 香港 | KKBOX                                                         | /                           | 16                          | 17                          |                             | [ 23 ]   |
| 马来西亚 | KKBOX                                                         |                             | 11                          | 15                          |                             | [ 24 ]   |
| 新加坡 | KKBOX                                                         |                             | 18                          | 30                          |                             | [ 25 ]   |
| \| - 上標字「2」：兩天或兩週冠軍 - 上標字「3」：三天或三週冠軍 - 上標字「4」：四天或四週冠軍 - 上標字「5」：五天或五週冠軍 - 以上如此類推 \| - 「*」：打榜中 - 「/」：未入榜 - 「 」：該段時期未設立排行榜 \| |                                                               |                             |                             |                             |                             |          |
| - 上標字「2」：兩天或兩週冠軍 - 上標字「3」：三天或三週冠軍 - 上標字「4」：四天或四週冠軍 - 上標字「5」：五天或五週冠軍 - 以上如此類推                                                                        | - 「*」：打榜中 - 「/」：未入榜 - 「 」：該段時期未設立排行榜 |                             |                             |                             |                             |          |

### Gaon Chart
| 地區                   | 榜單       | 類型      | 停留時間              | 最高位置 | 參考資料 |
|                        | Gaon單曲榜 | 單曲週榜  | 2021年1月31日－2月6日 | #6       | [ 26 ]   |
| 2021年2月7日－2月13日  | Gaon單曲榜 | 單曲週榜  | [ 27 ]                | #6       |          |
| 2021年2月14日－2月20日 | Gaon單曲榜 | 單曲週榜  | [ 28 ]                | #6       |          |
| 2021年2月21日－2月27日 | Gaon單曲榜 | 單曲週榜  | [ 29 ]                | #6       |          |
| 2021年2月28日－3月6日  | Gaon單曲榜 | 單曲週榜  | [ 30 ]                | #6       |          |
| 單曲月榜               | Gaon單曲榜 | 2021年2月 | #16                   | [ 31 ]   |          |

### 音樂節目榜單排名
| 主打歌曲排名成績                                                                           | 主打歌曲排名成績                      | 主打歌曲排名成績    | 主打歌曲排名成績       | 主打歌曲排名成績     | 主打歌曲排名成績     | 主打歌曲排名成績            | 主打歌曲排名成績 |
| 歌曲                                                                                       | SBS 《人氣歌謠》                      | KBS2 《Music Bank》 | MBC 《Show! 音樂中心》 | Mnet 《M Countdown》 | SBS MTV 《THE SHOW》 | MBC Music 《Show Champion》 | 備註             |
| ------------------------------------------------------------------------------------------ | ------------------------------------- | ------------------- | ---------------------- | -------------------- | -------------------- | --------------------------- | ---------------- |
| 뒤돌아보지 말아요（DON'T LOOK BACK）/ 不要回頭看                                           | 14                                    | 21                  | 3                      | /                    | /                    | /                           |                  |
| \| - 「(1)」：兩星期冠軍 - 「[1]」：三星期冠軍 \| - 「{1}」：四星期冠軍 - 「*」：打榜中 \| |                                       |                     |                        |                      |                      |                             |                  |
| - 「(1)」：兩星期冠軍 - 「[1]」：三星期冠軍                                                | - 「{1}」：四星期冠軍 - 「*」：打榜中 |                     |                        |                      |                      |                             |                  |